# Перхин, Михаил Евлампиевич
Михаи́л Евла́мпиевич Пе́рхин (22 мая (3 июня) 1860, деревня Окуловская, Шуйская волость, Петрозаводский уезд, Олонецкая губерния — 28 августа (10 сентября) 1903, Санкт-Петербург, Российская империя) — российский ювелир, ведущий мастер фирмы «Фаберже».

## Биография
Родился в обельной крестьянской семье карелов-людиков в деревне Окуловской, Шуйской волости Петрозаводского уезда Олонецкой губернии (ныне село Ялгуба Прионежского района Республики Карелия). Его родители — обельные крестьяне Евлампий Арсеньевич (1825—1877) и Анна Трефиловна (1821—1899), уроженцы Ялгубского прихода, православного вероисповедания, обвенчались в 1846 году в церкви Святителя Николая деревни Окуловской. Был пятым из семи детей в семье (трое умерли до его рождения). Крестным отцом Михаила Перхина был дьякон церкви Святителя Николая о. Матфей Почезерский.
В 1878—1879 годах, после смерти отца, Михаил Евлампиевич уехал в Санкт-Петербург, где поступил в обучение к ювелиру Владимиру Финникову, одному из ведущих мастеров города. Последний был сотрудником фирмы «Болин», основного конкурента Фаберже. По достижении призывного возраста (21 год), в 1881 году был освобождён по льготе от призыва в армию как единственный трудоспособный член семьи (мать Михаила была вдовой и младшему брату Николаю исполнилось всего 15 лет).
24 января 1884 года подал прошение в Ремесленную управу Санкт-Петербурга с просьбой быть записанным постоянно в подмастерья Серебряного цеха Ремесленной управы по золотых дел ремеслу. В 1884 году женился на 16-летней Татьяне Владимировне Финниковой, дочери его учителя.
В 1886 году Михаил Евлампиевич получил звание мастера, право на личное клеймо «М. П.» (Михаил Перхин) и был приглашён Карлом Фаберже на работу в ювелирную мастерскую фирмы «Фаберже».
В 1888 году с помощью Карла Фаберже получил разрешение градоначальника Санкт-Петербурга Петра Грессера на открытие собственной ювелирной мастерской, где в течение последующих 15 лет являлся главным мастером-ювелиром дома Фаберже. Первоначально мастерская Перхина размещалась в Санкт-Петербурге на Большой Морской улице в доме № 11, вход со двора в Кирпичном переулке, а с мая 1901 года — в новом главном здании фирмы Фаберже на Большой Морской улице в доме № 24. Фирма Фаберже обеспечивала мастерскую Перхина заказами, эскизами, драгоценными металлами и камнями, открывала, при необходимости, кредиты и обеспечивала реализацию готовых ювелирных изделий. Главный помощник Михаила Перхина в мастерской — подмастерье Хенрик Вигстрём. В 1891 году в мастерской Перхина работало не менее 16 человек. С 1891 года Михаил Перхин являлся купцом 2-й Гильдии. К концу 1890-х годов в мастерской Перхина работало более 50 человек.
Всего в мастерской Перхина было выполнено не менее 20 тысяч ювелирных изделий. В мастерской производились чеканные и гравёрные работы по золоту и серебру, оправы камней изделий, многочисленные дорогостоящие ювелирные украшения и подарки: кольца, серьги, табакерки, заколки, шкатулки, портсигары и многое другое.
В мастерской Михаила Перхина были выполнены 28 императорских пасхальных яиц, в том числе такие шедевры как «Дворцы Дании», «Бутон розы», «Мадонна Лилия», «Транссибирский экспресс», «Медный всадник» и другие, а также все семь пасхальных яиц для семьи Кельх-Базановых; пасхальные яйца «Ротшильдовское», «Мальборо», «Скандинавское» и другие.
Темы пасхальных яиц часто определяли памятные события в жизни русского государства и царской семьи.
В 1897 году к 1-й годовщине коронации императора Николая II Михаил Перхин приготовил «Коронационное» яйцо, украшенное золотистой эмалью с рисунком в виде солнечных лучей и решеткой из лавровых листьев и двуглавых орлов. Внутри — точная копия кареты, на которой ехала на коронацию императрица Александра Федоровна.
В 1900 году было закончено строительство Транссибирской железной дороги. Это важное событие было отмечено одной из самых интересных работ — пасхальным сюрпризом «Транссибирский железный путь» (точная модель первого сибирского поезда-платиновый паровоз с фарами из алмазов и фонарем из рубина и пяти золотых вагончиков с окнами из горного хрусталя и надписями: «почтовый», «для дам», «для курящих», последний вагон — «церковь»). Яйцо демонстрировалось на Всемирной выставке в Париже в 1900 году.
В 1902 году Михаил Перхин создал яйцо «Гатчинский дворец». Оно разделено на 12 сегментов мелкими ровными жемчужинами. Украшено орнаментом из красных бантов, зеленых листьев, символов науки и искусства. Сюрприз яйца — модель Гатчинского дворца — любимой резиденции императрицы Марии Федоровны из 4-хцветного золота со всеми архитектурными подробностями и памятником Павлу I перед фасадом.
Михаил Перхин создал пасхальные яйца «Белые лилии», «Ландыши», «Анютины глазки», «Клевер». Яйцо «Анютины глазки» выполнено из гладкого темно-зелёного нефрита. Его оплетают тонкие вьющиеся стебельки с цветами и бутонами анютиных глазок из бриллиантов, рубинов и яркой эмали. Сюрприз яйца — рамка в форме сердца. На белом фоне бриллиантовый вензель императрицы Марии Фёдоровны и 11 маленьких портретов представителей семьи Романовых. Букет белых лилий из оникса с бриллиантовыми тычинками венчает яйцо — часы. Часы заводные, но стрелка их неподвижна, а движется эмалевый поясок с усыпанными бриллиантами римскими цифрами.
В 1895 году Перхин был поощрён званием личного почётного гражданина в награду за исполнение императорских заказов. В том же году семья переехала в Царское Село, где Михаил Евлампиевич купил для постоянного проживания деревянный дом.
Последняя работа Михаила Перхина была выполнена в 1903 году: ей стало яйцо «Пётр Великий», приуроченное к 200-летию начала строительства Петербурга. Внутри яйца находилась миниатюрная реплика знаменитого «Медного всадника» работы Фальконе на скале из сапфира.
В 1896—1903 годах Михаил Евлампиевич был попечителем Ялгубского земского училища. В 1899—1900 годах пожертвовал в церковь во имя святителя Николая Чудотворца в Ялгубе дорогие позолоченные серебряные богослужебные сосуды, и золотую табличку с чеканными узорами с именами родных Михаила Перхина для поминовения.
Михаил Перхин скончался 28 августа 1903 года от «сухотки спинного мозга» в больнице для душевнобольных. Похоронен на Новодевичьем кладбище Санкт-Петербурга.
Мастерскую и весь инструмент Михаил Евлампиевич завещал своему первому помощнику Хенрику Вигстрёму. Жене и пятерым детям он оставил по 25 тысяч рублей, сестре Марии — 500 рублей. Крестникам, ученикам, подмастерьям и служащим — по 100 рублей.

## Семья

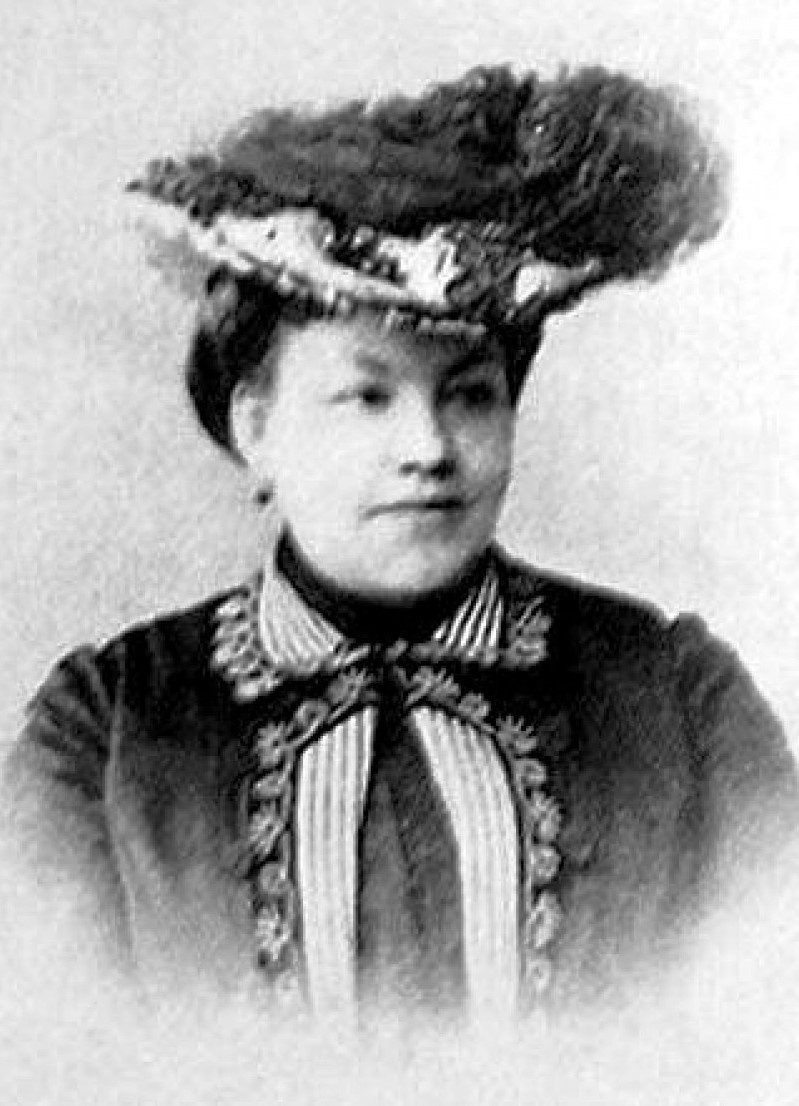
Татьяна Владимировна Перхина

- Жена — Татьяна Владимировна (в девичестве Финикова), умерла в 1907 году в Царском Селе, похоронена на Новодевичьем кладбище Санкт-Петербурга неподалёку от могилы мужа[1].
  - Дочь — Евгения (1884—1932), была замужем во втором браке за потомственным дворянином, юристом Бадриашвили Георгием Евсеевичем (1881—1961). Семья переехала в 1917 году из Петербурга в Тифлис и поселилась в Овлеви, родовом имении Бадриашвили[7].
  - Дочь — Александра (17 апреля 1896 — 26 октября 1979; в замужестве Боде-Бодей), эмигрировала из Советской России с мужем штабс-капитаном Евгением Евгеньевичем Боде-Бодей (1893—1974) в начале 1920-х, похоронена вместе с супругом на сербском кладбище в Колме, близ Сан-Франциско[8].
  - Дочь — Анна (1900—1942), умерла в блокаду Ленинграда.
  - Дочь — Зинаида, умерла в 1944 в Баку.
  - Сын — Михаил (1894—1941)[9].

## Память
Впервые могилу Михаила Перхина в конце XX века обнаружили и восстановили утраченное надгробие — учёный секретарь Мемориального фонда Карла Фаберже, историк ювелирного искусства В. В. Скурлов и председатель Союза ювелиров Северо-Запада А. С. Горыня.

### Награды
Мемориальным фондом Карла Фаберже в 2009 году учреждена награда — почётный знак «150 лет Михаилу Перхину», которым награждаются лучшие мастера-ювелиры современности.

### Музеи
В Музее истории Ялгубы имеется экспозиция, посвящённая Михаилу Перхину.

### Топонимия
В Петрозаводске в честь ювелира названа Перхинская улица.

### Памятные знаки
В июле 2022 года на здании Музея истории деревни Ялгуба открыта памятная доска в память о Михаиле Перхине. Текст на памятной доске выполнен на русском и карельском языках.
21 ноября 2022 года в Петрозаводске в Парке Победы (на лестничном спуске к Онежской набережной, в створе улицы Германа Титова) был открыт памятник Михаилу Перхину (скульптор Павел Калтыгин).